# Gimmick (wrestling)

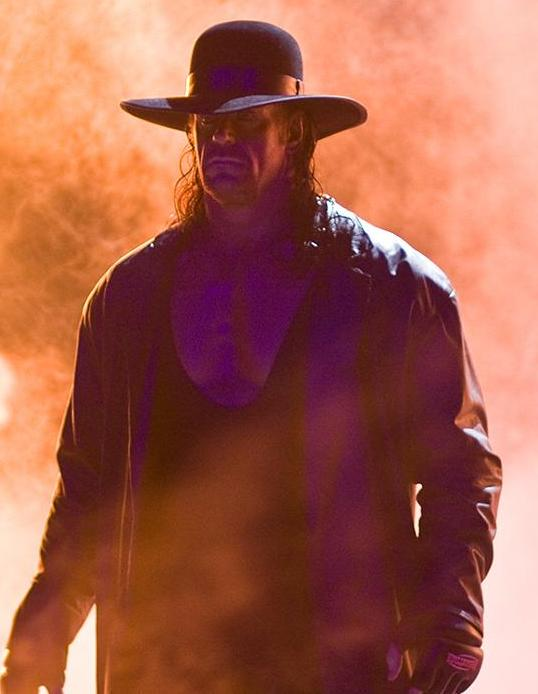
Mark Calaway, interprete della gimmick di The Undertaker

Nel wrestling, il termine gimmick indica le caratteristiche e il comportamento assegnati a un wrestler, un manager o una valletta, utili a suscitare un maggior interesse del pubblico. Più in generale, la gimmick equivale al personaggio che il lottatore interpreta negli spettacoli proposti dalla federazione in cui si esibisce. Una vecchia definizione avente lo stesso significato e oggi non più in uso è gizzmo.
La gimmick è parte integrante dello svolgimento degli eventi (episodi televisivi o pay-per-view) tanto quanto ne fanno parte le storyline o le faide e può prevedere una maschera o un costume, un trucco cosmetico su viso e corpo e anche frasi e slogan che vengono urlati verso il pubblico o ai propri avversari. In altre parole, si può definire una gimmick assegnata ad un wrestler come il ruolo cinematografico o teatrale svolto da un attore e queste personalità servono ad aumentare l'interesse verso un lottatore indipendentemente dalle sue qualità atletiche. Le gimmick possono essere reali o inverosimili e il loro scopo è sempre strettamente legato al coinvolgimento del pubblico e, quindi, agli ascolti.
Nel wrestling americano, una gimmick può avere mille sfacettature e prevedere ogni tipo di ruolo o forma nonché ispirarsi e riferirsi a qualsiasi personaggio. Nella Lucha Libre messicana, alla gimmick viene spesso associata una maschera che copre il viso e nel puroresu giapponese è tradizione non ricorrere a vere e proprie gimmick limitando i tratti caratterizzanti del personaggio al solo costume e senza la divisione tra face e heel.
In genere, il business del wrestling tende a riciclare le gimmick del passato e spesso (e nei casi di wrestler che cambiano federazione) si cerca di assegnarne di simili agli stessi con lo scopo di mantenere a aumentare il favore del pubblico e (di ovvia conseguenza), tenere alti gli ascolti. Ne sono un esempio i The American Wolves della federazione Ring of Honor che, passati alla Total Nonstop Action Wrestling, furono riproposti come The Wolves.

## Definizioni
A seconda della gimmick a loro assegnata, i wrestlers vengono indicati in tre diversi modi:
- Il face (abbreviazione di babyface) manifesta uno stile di comportamento che ha lo scopo di ottenere l'approvazione e l'ammirazione del pubblico e viene quindi considerato il buono che rispetta le regole ed è leale con i suoi compagni[3].
- Lo heel, al contrario del face, interpreta la parte del cattivo ed è solito infrangere le regole[4]. Il ruolo di heel prevede anche la possibilità di diventare monster heel, quindi di non rispettare nessuno ed eventualmente agire anche contro il proprio team o stable.
- Il tweener, anche detto cool heel, ha lo scopo di risultare simpatico anche quando vince senza rispettare le regole. Spesso ha un comportamento incerto e ambiguo e che non aiuta a comprendere se sia un face o un heel[5]. Lo status di tweener è tuttavia molto etereo e difficilmente un wrestler riesce a mantenerlo nel corso di tutta la sua carriera. Fa eccezione The Undertaker, che è riuscito a rimanere tweener per quasi tutta la sua carriera.

Per ognuno dei ruoli può avvenire un turn, ovvero un "voltafaccia" da parte di un wrestler che passa dalla schiera dei face a quella degli heel o viceversa. Un turn può avvenire in maniera repentina e improvvisa (hard turn) o in modo più graduale (soft turn).

## Gimmick più diffuse

### Riferite ad origini geografiche
Una delle più sfruttate è quella della nazione o continente da cui un wrestler proviene e può essere reale, enfatizzata oppure semplicemente inventata e anche basarsi su stereotipi o caricature: alcuni esempi sono Rusev (originario della Bulgaria ma indicato come russo), Sheamus (irlandese che indossa simboli e costumi nazionali), Santino Marella (di origini italiane e con gli stessi stereotipi), finti orientali come Raisha Saeed (nei panni di un'araba al seguito di Awesome Kong) ed anche veri e puri americani come Hulk Hogan o John Cena.

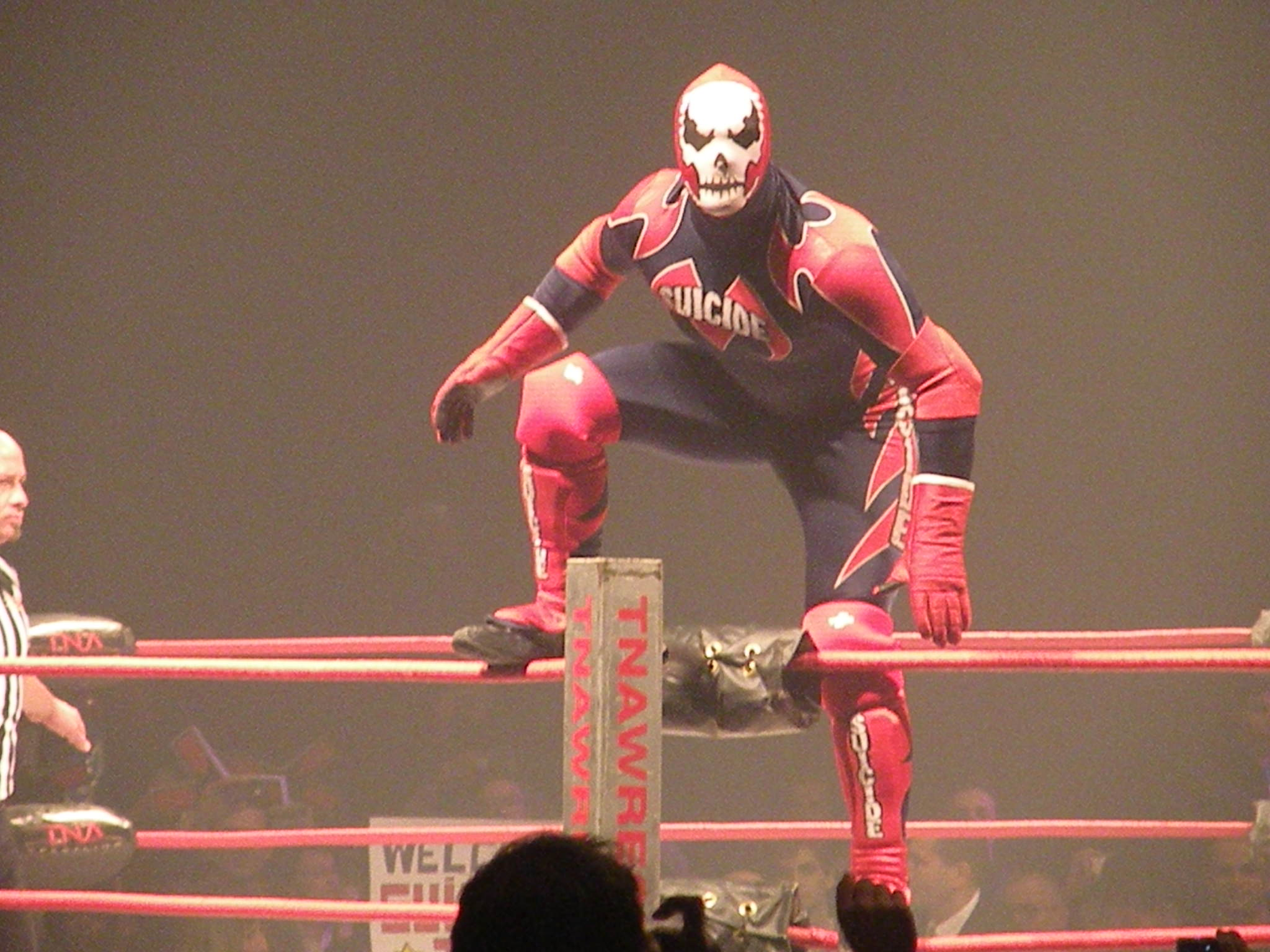
Frankie Kazarian nei panni di Suicide.

### Maschere o costumi
Molto popolari nel wrestling messicano vengono spesso utilizzate per celare il vero volto di un wrestler oppure per inserire personaggi diversi in uno specifico costume: Rey Mysterio (un americano con maschere e fattezze spesso messicane), Chief Jay Strongbow (un americano di origini italiane che interpretava un nativo americano con tanto di copricapo piumato e ascia da guerra), oppure un personaggio precedentemente inventato per un videogioco ed in seguito portato nella realtà e impersonato da vari wrestler come Suicide.

### Sportive o presunte tali
Ci sono vari wrestler che, dopo aver avuto un passato negli sport olimpici od atletici si sono (o sono stati) riproposti in quelle vesti. Kurt Angle ad esempio, dopo aver vinto una medaglia d'oro alle olimpiadi di Atlanta nel 1996 ha spesso interpretato il ruolo di eroe olimpico. Naomi invece ebbe un passato da cheerleader.

### Supereroi, fumetti e musicali
Tra gli esempi di gimmick di ispirazione letteraria (o tratte da fantascienza) ci sono Sting che prendeva trucco ed abiti ispirandosi al film Il corvo ed i supereroistici The Hurricane (l'uragano) e Rosey (che tenta di diventare come l'uragano). Jushin Thunder Liger vestiva costumi di chiara ispirazione manga e DJZ che invece ha coniato il suo ring name utilizzando le iniziali del termine "Disc Jockey" più l'iniziale del suo nome per sembrare un DeeJay.

### Reali, surreali e travolgenti
Spesso, grazie alle capacità di un wrestler di interpretare una gimmick anche un macabro, non morto, paranormale o scabroso essere può diventare un'intramontabile beniamino del pubblico come The Undertaker (letteralmente l'impresario funebre) che, assumendo questa gimmick negli anni '90 del ventesimo secolo, l'ha portata per tutta la sua carriera. Un altro caso di rilievo è stato André the Giant che, poiché è stato un uomo alto più di due metri, assunse la gimmick di se stesso e, oltre ad aver avuto una carriera quasi trentennale, fu anche definito "l'ottava meraviglia del mondo".

## Altro
Nel corso della propria carriera, un wrestler può interpretare gimmick differenti e, spesso, completamente incongruenti con le precedenti; tuttavia non sono pochi i casi di wrestler che portano avanti la stessa gimmick nel corso dell'intera carriera. Il meccanismo che sta alla base del cambio di gimmick è legato a filo doppio alla reazione del pubblico nei confronti del wrestler che la interpreta: ad esempio, una gimmick di stampo face che viene fischiata dal pubblico è inesorabilmente destinata ad essere cambiata. Tuttavia questa regola non viene sempre rispettata: le cronache del wrestling sono piene di storie di lottatori tecnicamente dotati che stentano a decollare a causa di una gimmick mal riuscita e penalizzante; Rocky Maivia, per citare uno dei casi più clamorosi, nei piani dei booker della WWE sarebbe dovuto diventare un beniamino del pubblico con il suo modo di fare pulito ed educato, ma la gimmick non funzionò mai; grazie al cambio della gimmick in quella dello spocchioso "The Rock" il wrestler divenne uno dei più noti e amati di sempre.
Vi sono così personaggi ispirati ai clown come Super Muneco; Uomini "della morte" come La Parka; personaggi legati ai costumi aztechi come Angel Azteca; gimmick ispirate ad eroi dei fumetti e dei cartoon come quella dei Power Raiders; personaggi legati a temi religiosi, come El Hijo del Santo. Qualora un combattente dovesse perdere la maschera in combattimento (in particolari match denominati lucha de apuestas) la sua gimmick "muore".